# 柳田桃太郎
柳田 桃太郎（やなぎだ ももたろう、1907年（明治40年）2月13日 - 2004年（平成16年）8月8日）は、日本の政治家。参議院議員（2期）、門司市長。

## 経歴
福岡県門司市大字畑（現北九州市門司区畑）で、農業・柳田春太郎、ミチ夫妻の三男として生まれる。福岡県立小倉中学校を経て、1928年、長崎高等商業学校を卒業。
1928年、大連市の国際運輸（株）に入社。1933年、満洲国官吏に転じ、ハルビン市、国務院官需局、同興農部、同経済部で勤務し、地方行政、農林行政、鉱山行政担当の部課長を歴任した。
1946年、満洲から引揚げて、故郷で農業を営む。農業協同組合理事を経て、1949年、中央経済調査庁に入庁し、監査部の部課長を務めた。1951年、門司市助役に就任。1955年5月2日から門司市長を2期務め、1963年2月9日に退任し、翌日、北九州市が誕生した。1964年、自由民主党福岡県連幹事長に就任。
1965年7月、第7回参議院議員通常選挙に自由民主党所属で福岡県地方区から出馬して当選し、第9回通常選挙でも当選し、参議院議員を2期務めた。この間、参議院公職選挙法改正特別委員長、同内閣委員長、第2次田中角栄第1次改造内閣大蔵政務次官、自民党参議院国会対策副委員長、参議院商工委員長などを務めた。
1977年7月、第11回通常選挙で落選し、1978年から新東京国際空港公団監事を2期8年務め、その後帰郷した。1977年秋の叙勲で勲二等旭日重光章受章。
2004年8月8日、多臓器不全のため福岡県北九州市小倉南区の病院で死去、97歳。死没日をもって正四位に叙される。

## 著作
- 『新しい中国を見る』海市帖社、1957年。
- 『石油政策の展望』幸書房、1969年。
- 『ふるさと門司』金山堂書店、1977年。
- 『ハルビンの残照』地久館、1986年。
- 『わが春秋の八十年』柳田桃太郎、1987年。